# آنا بلكناب
آنا بلكناب (بالإنجليزية: Anna Belknap)‏ مواليد 22 مايو 1972 في داماريسكوتا، هي ممثلة أمريكية بدأت مسيرتها الفنية عام 1996.

## وصلات خارجية
- آنا بلكناب على موقع IMDb (الإنجليزية)
- آنا بلكناب على موقع ألو سيني (الفرنسية)
- آنا بلكناب على موقع أول موفي (الإنجليزية)
- آنا بلكناب على موقع إن إن دي بي (الإنجليزية)
- آنا بلكناب على موقع قاعدة بيانات الفيلم (الإنجليزية)
- آنا بلكناب على موقع كينوبويسك (الروسية)